# Чемпіонат України з боксу 2010
XIX Чемпіонат України з боксу серед чоловіків — головне змагання боксерів-любителів в Україні, організоване Федерацією боксу України, що відбулося з 8 по 15 лютого 2010 року в Сумах у приміщенні легкоатлетичного манежу Української академії банківської справи. В турнірі взяли участь більш ніж 260 боксерів, що боролися за нагороди у 11 вагових категоріях.

## Медалісти
| Категорія:                         | Золото:              | Срібло:            | Бронза:                               |
| Перша найлегша вага (до 48 кг)     | Денис Шкарубо        | Денис Козарук      | Емір-Асан Небієв Микола Бойко         |
| Найлегша вага (до 51 кг)           | Артем Далакян        | Віктор Гоголєв     | Ігор Магурін Олександр Грищук         |
| Легша вага (до 54 кг)              | Георгій Чигаєв       | Микола Буценко     | Іван Кабанчук Олексій Ханов           |
| Напівлегка вага (до 57 кг)         | Олег Малиновський    | Дмитро Булєнков    | Максим Третяк Іван Ільницький         |
| Легка вага (до 60 кг)              | Василь Ломаченко     | Сергій Кравець     | Володимир Матвійчук Андрій Колесник   |
| Перша напівсередня вага (до 64 кг) | Олександр Ключко     | Богдан Шелестюк    | Андрій Лук'янчук Євген Юрчак          |
| Напівсередня вага (до 69 кг)       | Тарас Шелестюк       | Денис Лазарєв      | Олександр Стрецький Тарас Головащенко |
| Середня вага (до 75 кг)            | Сергій Дерев'янченко | Євген Хитров       | Іван Голуб Олександр Новокшонов       |
| Напівважка вага (до 81 кг)         | Олександр Гвоздик    | Іван Сенай         | Енвер Туктаров Сергій Лапін           |
| Важка вага (до 91 кг)              | Олександр Усик       | Денис Пояцика      | Олександр Яцина Сергій Мельник        |
| Надважка вага (більше 91 кг)       | Роман Капітоненко    | Олександр Тріфонов | Олександр Сівко Сергій Пивоваренко    |